# Thomas Tallis
Thomas Tallis (ur. ok. 1505 prawdopodobnie w hrabstwie Kent, zm. 23 listopada 1585 w hrabstwie Leicestershire) – angielski kompozytor okresu renesansu.
Zajmuje czołowe miejsce w antologiach angielskiej muzyki kościelnej. Napisał m.in. motet do eucharystycznego tekstu O sacrum convivium.